# Ride (fugl)
 For alternative betydninger, se Ride. (Se også artikler, som begynder med Ride)
Riden (Rissa tridactyla) er verdens almindeligste mågeart. Den lever i større eller mindre kolonier langs de nordlige kyster af især Nordamerika og Europa. Riden er i Danmark en fåtallig ynglefugl, men almindelig som vintergæst fra ynglepladserne i Nordatlanten.
Riden er en elegant fugl med en let flugt. Den tilbringer næsten hele sit liv til havs og kan yngle i stort tal på stejle fuglefjelde som det f.eks. er tilfældet på Færøerne. Nogle kolonier kan rumme mere end 100.000 fugle.

## Udseende og stemme
Riden er cirka 39 cm lang med et vingefang på omkring 108 cm. De voksne fugle ligner stormmågen, men har sorte vingespidser og brunsorte ben. Næbbet er gult, ryggen og vingeoversider er grå. Unge fugle i den første vinterdragt har sort næb og et vinklet vingemønster, der er trefarvet i sort, hvidt og gråt samt et mørkt nakkebånd.
Stemmen er meget iørefaldende på ynglepladserne og kan gengives som kæ-ke-dæi eller på engelsk som kitti-weeeik. Advarselsstemmen er korte og skarpe kald som gæ eller gæ-gæk. På havet i vintertiden er fuglene normalt tavse, men kan udstøde et ti-ti.

## Riden i Danmark
I Danmark yngler riden kun enkelte steder i Nordjylland og blev første gang konstateret som ynglefugl i 1941 på en ø i Hirsholmene nordøst for Frederikshavn. Den har siden benyttet kolonier andre steder, f.eks. ved Bulbjerg klint i Thy og på molerne i Hirtshals havn. I Bulbjerg-kolonien er det muligt at observere fuglene på nært hold.

## Ynglebiologi
Riderne yngler oftest på utilgængelige klippesider, hvor de er i sikkerhed for rovdyr. De yngler første gang i en alder af 4-5 år. Hunnen lægger fra slutningen af maj to, sjældnere tre æg i en rede, der består af tang, mos, græs og andre planter, sammenkittet med jord og ekskrementer. Rugningen varetages af begge forældre i 25 – 32 dage. Ungerne bliver i reden, indtil de er flyvefærdige i 6-ugers alderen.

## Billeder
- Ride fra Alaska
- Ride fra Barentshavet
- En norsk ridekoloni
- Riden mangler bagtåen
- En ride i sin første vinter
- Adult ride
- Ridens reder
- Ridens æg